# Mederich (král)
Mederich (německy Mederich, latinsky Medericus) byl alamanský král. Jeho bratr Chnodomar byl také králem. Mederich strávil mnoho času v Galii, kde se seznámil se starořeckou kulturou. Díky tomuto vlivu dal Mederich svému synovi Agenarichovi jméno Serapio podle řecko-egyptského boha Serapise.